# Spirit (Depeche Mode-album)
A Spirit a Depeche Mode brit synth-pop együttes sorrendben 14. stúdióalbuma, amelyet 2017. március 17.-én jelentetett meg a Columbia és a Mute Records. Ez volt az első Depeche Mode album amelynek James Ford lett a producere és az utolsó amelyen Andy Fletcher még közreműködött 2022. május 26-án bekövetkezett halála előtt.

## Az album számai
Minden szám dalszerzője Martin Gore, kivéve ha ez külön jelölve van, illetve minden számot Dave Gahan énekel, kivéve ha ez külön jelölve van.
| No.           | Cím                               | Szerző(k)                                  | Ének          | Hossz |
| ------------- | --------------------------------- | ------------------------------------------ | ------------- | ----- |
| 1.            | "Going Backwards"                 |                                            |               | 5:43  |
| 2.            | "Where's the Revolution"          |                                            |               | 4:59  |
| 3.            | "The Worst Crime"                 |                                            |               | 3:48  |
| 4.            | "Scum"                            |                                            |               | 3:14  |
| 5.            | "You Move"                        | - Gore - Dave Gahan                        |               | 3:50  |
| 6.            | "Cover Me"                        | - Gahan - Peter Gordeno - Christian Eigner |               | 4:52  |
| 7.            | "Eternal"                         |                                            | Gore          | 2:25  |
| 8.            | "Poison Heart"                    | - Gahan - Gordeno - Eigner                 |               | 3:17  |
| 9.            | "So Much Love"                    |                                            |               | 4:29  |
| 10.           | "Poorman"                         |                                            |               | 4:26  |
| 11.           | "No More (This Is the Last Time)" | - Gahan - Kurt Uenala                      |               | 3:13  |
| 12.           | "Fail"                            |                                            | Gore          | 5:07  |
| Teljes hossz: | Teljes hossz:                     | Teljes hossz:                              | Teljes hossz: | 49:23 |

| No.           | Cím                          | Szerző(k)                  | Hossz |
| ------------- | ---------------------------- | -------------------------- | ----- |
| 1.            | "Cover Me" (alt out)         | - Gahan - Gordeno - Eigner | 4:27  |
| 2.            | "Scum" (Frenetic mix)        |                            | 5:26  |
| 3.            | "Poison Heart" (Tripped mix) | - Gahan - Gordeno - Eigner | 4:16  |
| 4.            | "Fail" (Cinematic cut)       |                            | 5:38  |
| 5.            | "So Much Love" (Machine mix) |                            | 7:20  |
| Teljes hossz: | Teljes hossz:                | Teljes hossz:              | 27:07 |

## Turné
A minden addiginál hosszabb Global Spirit Tour 2017 május 5-én indult Stockholmban, majd egy dupla bulival zárult a teltházas berlini Waldbühnében 2018 június 25-én. A turné során több mint 3 millió rajongóhoz jutottak el és 130 koncertet adtak le.

### Körülbelüli "átlagos" setlist:
1. Going Backwards
2. It's No Good / So Much Love
3. Barrel of a Gun
4. A Pain That I'm Used To
5. Useless
6. Precious
7. World in My Eyes
8. Cover Me
9. In Your Room
10. Where's the Revolution / Policy of Truth / Wrong
11. Everything Counts
12. Stripped / Black Celebration
13. Enjoy the Silence
14. Never Let Me Down Again
15. Walking in My Shoes
16. A Question of Time
17. Heroes (David Bowie) / I Feel You
18. Personal Jesus
19. Just Can't Get Enough

Maga setlist hossza, elosztása, összetétele is rengeteget változott a turné során. Több, feljebb nem említett szám is sokszor elhangzott a különböző turnéállomásokon, jellemzően amikor a zenekar több koncertet is adott ugyanazon a helyszínen.
A (*) a Martin Gore által énekelt számokat jelöli amelyeket a rengeteg variációs lehetőség miatt lehetetlen lenne feltüntetni.
A turné során felcsendült Martin által énekelt számok:
- Home
- A Question of Lust
- Somebody
- Judas
- The Things You Said
- Insight
- Sister of Night
- Strangelove
- I Want You Now
- Shake the Disease
- But Not Tonight

## Érdekességek
- Az album megjelenése után Richard Spencer szélsőjobboldali akitvista az "alt-jobb hivatalos zenekarának" nevezte a Depeche Mode-ot, amelyet az együttes határozottan visszautasított és nevetségesnek nevezte
- A "You Move" az első olyan Depeche Mode szám, amelyet Dave Gahan és Martin Gore közösen szereztek
- A "Fail" az első és egyetlen olyan Depeche Mode szám, amelyben trágár kifejezés hangzik el ("We're fucked")